# مو زویون
مو زویون (انگلیسی: Mou Zuoyun; ۱۸ دسامبر ۱۹۱۴ – ۱۶ مارس ۲۰۰۷) بازیکن بسکتبال اهل چین بود. وی در بازی‌های المپیک تابستانی ۱۹۳۶ شرکت کرده‌است.